# Itajaí (microregio)
Itajaí is een van de 20 microregio's van de Braziliaanse deelstaat Santa Catarina. Zij ligt in de mesoregio Vale do Itajaí en grenst aan de microregio's Joinville, Blumenau en Tijucas. De microregio heeft een oppervlakte van ca. 1.452 km². In 2006 werd het inwoneraantal geschat op 486.247.
Twaalf gemeenten behoren tot deze microregio:
- Balneário Camboriú
- Balneário Piçarras
- Barra Velha
- Bombinhas
- Camboriú
- Ilhota
- Itajaí
- Itapema
- Navegantes
- Penha
- Porto Belo
- São João do Itaperiú

Mesoregio's: Grande Florianópolis · Norte Catarinense · Oeste Catarinense · Serrana · Sul Catarinense · Vale do Itajaí

Microregio's: Araranguá · Blumenau · Campos de Lages · Canoinhas · Chapecó · Concórdia · Criciúma · Curitibanos · Florianópolis · Itajaí · Ituporanga · Joaçaba · Joinville · Rio do Sul · São Bento do Sul · São Miguel do Oeste · Tabuleiro · Tijucas · Tubarão · Xanxerê